# Anisozyga magnificata
Anisozyga magnificata là một loài bướm đêm trong họ Geometridae.